# District de Timbo
Le district de Timbo est une subdivision du comté de River Cess au Liberia. 
L’autre district du comté de River Cess est :
- Le district de Morweh